# Démarche qualité
Pour les articles homonymes, voir qualité.
 (février 2014).
Si vous disposez d'ouvrages ou d'articles de référence ou si vous connaissez des sites web de qualité traitant du thème abordé ici, merci de compléter l'article en donnant les références utiles à sa vérifiabilité et en les liant à la section « Notes et références ».
Une « démarche qualité » (comprendre : démarche de qualité, selon la syntaxe correcte) est un projet d'entreprise mis en œuvre pour maîtriser la qualité, assurer la qualité, planifier la qualité et/ou améliorer les produits et services, les processus, les procédés de production, la satisfaction client et plus largement améliorer la performance d'un organisme et la satisfaction de toutes les parties intéressées (fournisseurs, personnels, actionnaires, etc.).
Constat du besoin, confirmation du besoin, diagnostic (cause / conséquence) choix de/des solutions, objectif, conception, réalisation, évaluation de fin.
La démarche de qualité est appuyée sur un système de management de la qualité (SMQ). Il s'agit d'un ensemble d'éléments corrélés qui poursuit des objectifs définis par l'organisme. La démarche qualité et le SMQ peuvent être mis en relation étroite avec d'autres systèmes de management ; sur l'environnement, la santé et la sécurité ou les trois ensemble. On parle alors de système de management intégré.
La démarche de qualité s'appuie sur l'ensemble des fonctions de l'organisme, pour être mise en place et entretenue. Généralement les fonctions sont regroupées en activités et en processus. Elle est portée par une politique qualité (ou une stratégie) qui donne les orientations à l'organisme et au système de management.
La norme la plus utilisée pour la mise en place de système de management est l'ISO 9001. Cette norme est en version 2015, bien que sa version 2008 fasse toujours l'objet d'une certification. Il existe aujourd'hui plus d'un million de certificats ISO 9001 (données de 2015).

## Intérêts
La mise en place d'une démarche de qualité, par une entreprise, a pour objectifs de maîtriser la qualité de ses productions (biens et services). Elle permet ainsi de répondre aux exigences des clients, de limiter la perte en interne, d'améliorer la régularité d'un bien ou d'un service, de structurer une entreprise ou une filière et d'améliorer sa compétitivité commerciale (part de marché, plus-value, emploi...).
Elle concerne les fonctions suivantes de l'entreprise : 
- direction / politique / stratégie ;
- ressources humaines, organisation, gestion des compétences ;
- maintenance des ressources matérielles (locaux, moyens de communication, moyens de transport…) ;
- gestion des projets ;
- communication interne et externe ;
- structuration de la fonction conception / développement / étude ;
- planification de la production et des services ;
- gestion des informations provenant des clients ;
- maitrise des fournisseurs ;
- étalonnage ;
- mesure satisfaction client ;
- audits internes ;
- amélioration continue.

La démarche qualité s'appuie sur des fondements génériques comme :
- l'approche par les risques,
- la définition d'objectifs ou
- la mise en oeuvre de processus

L'organisme ISO qui est chargé de coordonner et d'organiser les certifications au niveau international définit sept principes pour le management de la qualité  : 
1. Orientation client
2. Leadership
3. Implication du personnel
4. Approche processus
5. Amélioration
6. Prise de décision fondée sur des preuves
7. Management des relations avec les parties intéressées

## Démarches qualité en agroalimentaire

### Historique
L’histoire est jalonnée de codes, de textes, de cahiers des charges définissant les modes de fabrication et déterminant la qualité de ces productions. En Égypte ancienne déjà des règles étaient destinées aux agriculteurs pour optimiser la fertilisation des sols (crues du Nil) et la conservation des denrées.
À partir du XIXe siècle, à la suite des crises viticoles, les premières démarches qualité sont apparues dans le secteur du vin. En 1935, le label Appellation d'origine contrôlée (AOC) est créé afin de garantir l’origine des vins et d’établir des conditions loyales de commercialisation. Les démarches qualité collectives étaient nées. 
À partir des années 1960, la NASA met en place une démarche qualité assurant la sécurité sanitaire des aliments pour les astronautes : la méthode HACCP. 
C’est dans les années 1990 que les démarches qualité se développent sur les produits agricoles.
Les différentes crises sanitaires des années 1990 (vache folle, tremblante du mouton…) obligent les entreprises agroalimentaires à démocratiser les procédures qualité basées sur la méthode HACCP. 
Les entreprises agroalimentaires développent donc de nombreuses démarches qualité identifiées par des certifications, des labels ou des marques.
En 2004, l’Europe a défini un cadre réglementaire afin de développer les procédures sanitaires, condition préalable à la mise en place d’une démarche qualité, le « paquet hygiène ». Les démarches qualité en agroalimentaire reposent sur un socle réglementaire consistant à sécuriser les produits et garantir aux clients des produits sains.

### Les Normes
L’ISO 9001 fut la première norme utilisée pour mettre en place des systèmes de management de la qualité. En 2001, l’Organisation Internationale de Normalisation a créé la norme ISO 15 161 : « lignes directrices relatives à l’application de l’ISO 9001 (version 2000) aux industries de l’alimentaire et des boissons ». Ne pouvant certifier le système qualité au travers de la norme, les entreprises n’ont pas adopté la norme ISO 9001 dans leurs démarches qualité.
Pour pallier les problèmes de certifications des entreprises agroalimentaires, des référentiels privés ont été développés par les distributeurs européens. 
À ce jour deux référentiels sont régulièrement imposés par les distributeurs aux entreprises agroalimentaires : le British Retail Consortium (BRC) créé en 1998 à l’initiative de 13 distributeurs anglo-saxon et l’International Food Standard (IFS) reprenant la structure de la norme ISO 9001.
Le 5 octobre 2005, la norme NF EN ISO 22000 est mise en place pour certifier les systèmes de gestion et de management de la qualité sanitaire des aliments. 
Au-delà de la réglementation en vigueur, les entreprises agroalimentaires disposent donc de normes qu’ils peuvent intégrer dans la conception de leur démarche qualité.

### Les labels qualité
Hormis la sécurité sanitaire des aliments, les consommateurs recherchent de plus en plus des critères permettant de se rassurer quant à ce qu’ils consomment (origine, goût, ingrédients, mode de production…). 
En 2011, des études révélaient que les consommateurs souhaitaient que les entreprises portent leurs efforts sur la traçabilité des produits (60 %), l’origine de ces produits (35 %), l’éclaircissement des valeurs nutritionnelles (34 %) et l’affichage des OGM (31 %).
Les labels ont donc apporté des solutions concrètes aux critères considérés comme important par les consommateurs. 5 SIQO existent afin de valoriser :
- l’origine et le terroir au travers des AOC (Appellation d’Origine Contrôlée) ou AOP (Appellation d’Origine Protégée),
- le territoire au travers d’une IGP (Indication Géographique Protégée),
- des critères organoleptiques (Label Rouge),
- le mode de fabrication ou de production au travers des STG (Spécialité Traditionnelle Garantie),
- le respect de l’environnement et le bien-être animal (Agriculture Biologique).

Une démarche qualité peut ainsi servir de base à la rédaction d’un cahier des charges en vue de l’obtention de labels officiels.
Ces signes sont appelés SIQO ou Signes d’Identification de la Qualité et de l’Origine. Ils sont les seuls garantis par l’État français notamment.
L’organisme au niveau national qui instruit les dossiers de demande d’octroi est l’INAO.
L’obtention d’un label de qualité se fait par la mise en place d’une démarche qualité inscrite dans un cahier des charges, dont les grandes lignes sont publiques), et portée par un Organisme de Défense et de Gestion (dit ODG). Les démarches de labellisation sont portées par plusieurs entreprises (démarches qualité collectives) sauf pour la certification Agriculture Biologique qui reste à la responsabilité de l’entreprise. L’ensemble de ces démarches sont contrôlées par l’entreprise, par l’Organisme de Défense et de Gestion ainsi que par un organisme indépendant appelé Organisme Certificateur.

### Référentiels privés
Une entreprise (type producteur, commerçant…) peut mettre en place une démarche qualité, à titre individuel, dans le cadre d’une réorganisation de sa structure mais aussi de l’accompagner d’une démarche de valorisation au travers d’une image, d’un logo, d’une charte, d’un référentiel…
Depuis les années 1990, les référentiels privés se sont développés et sont pour la plupart du temps associée à une marque commerciale détenue par une entreprise, un groupement d’entreprises, une association....
Différents niveaux d’engagements existent et dépendent principalement des structures porteuses de ces démarches de valorisation.

### Les référentiels individuels
Les entreprises créent alors une démarche qualité interne et individuelle, à destination de leurs fournisseurs, pour répondre aux exigences de leurs clients et améliorer l’organisation interne de la production. Ces démarches peuvent être associées à une marque commerciale permettant de communiquer auprès des consommateurs les éléments de la politique qualité de l’entreprise et des produits. 

### Les référentiels collectifs
À l’instar des labels officiels, ces référentiels sont gérés par des associations d’entreprises, souvent financées par des fonds publics au vu des garanties apportées dans les contrôles. La démarche qualité mise en place s’appuie sur un référentiel collectif intégrant un certain nombre de critères d’origine, de respect de l’environnement, de goût, de méthode de production… et qui mettent en avant une région ou un territoire (Saveur en Or, Qualité Alsace, Signé Poitou-Charentes, Bienvenue en Gourmandie…).

## Démarches qualité en informatique
En ce qui concerne les logiciels utilisés par l'entreprise, on parle de qualimétrie. Mise en place le plus souvent par les cellules qualité et méthodes des directions informatiques des entreprises, cette discipline, comme toute démarche qualité, a pour objectif de définir et d'atteindre le niveau d'exigence requis pour maximiser la valeur créée par le logiciel, et perçu par ses utilisateurs.
En 2003, 73 % des entreprises ayant une démarche qualité n'utilisaient que du papier pour la diffusion du manuel qualité et des procédures. Seulement 15 % d'entre elles avaient abandonné le papier.

## Voir également

#### liens externes
- « poitou-charentes.fr/actus-regi… »(Archive.org • Wikiwix • Archive.is • Google • Que faire ?)
- « L’Institut national de l’origine et de la qualité (INAO) et les Instituts… », sur agroalimentairenews.com via Wikiwix (consulté le 17 octobre 2023)
- « Les signes officiels de la qualité et de l'origine, les seuls garantis par… », sur agriculture.gouv.fr via Internet Archive (consulté le 15 janvier 2024)
- « Accueil », sur INAO (consulté le 17 octobre 2023)
- http://www.irqua.com